# The Grouch (film 1918 Vitagraph)
The Grouch è un cortometraggio muto del 1918. Il nome del regista non viene riportato.
È un cortometraggio girato per raccogliere fondi attraverso i Liberty Bond, il prestito che serviva a finanziare gli sforzi bellici degli Stati Uniti nella prima guerra mondiale.

## Trama
Una ragazza che lavora come guardarobiera viene licenziata dal suo principale perché lui crede che abbia rubato del denaro per comperare dei Liberty Bonds.

## Produzione
Il film fu prodotto dalla Liberty Loan Committee e dalla Vitagraph Company of America.

## Distribuzione
Distribuito dalla Vitagraph Company of America, uscì nelle sale cinematografiche statunitensi nell'ottobre 1918.